# David Bohórquez
David Bohórquez (Bogotá, 13 de noviembre de 1990) es un director de cine y guionista colombiano, reconocido por dirigir los largometrajes Demental (2014), Calibán (2019) y Diavlo (2020).

## Carrera

### Inicios
Bohórquez se graduó en diseño gráfico en el Lasalle College. En el año 2011 cursó estudios de dirección cinematográfica en la Escuela de Cine de Nueva York. Mientras realizaba su práctica profesional en la compañía Black Smith Studios en Beirut, produjo el cortometraje Homosexuallica.
Tras regresar a su país, participó en el rodaje de la cinta de Simón Brandt Default, además de realizar algunos vídeoclips para artistas como Juan Luis Guerra, Monsieur Periné, Sebastián Yatra y Andrés Cabas; y un documental sobre la vida del destacado futbolista colombiano Radamel Falcao García. En 2014 fue uno de los guionistas de la película de humor de Harold Trompetero Todas para uno.

### Largometrajes
En 2014 dirigió su primer largometraje, titulado Demental, una película de suspenso protagonizada por Brigitte Hernández, Julio Correal y Juanita Arias. En 2019 estrenó su segundo largometraje también en el género del suspenso, Calibán, una producción colomboestadounidense estrenada en su país en junio de ese año. En 2020 dirigió la película de terror Diavlo, protagonizada por Fiona Horsey.

## Filmografía

### Largometrajes
- 2014 - Demental
- 2019 - Calibán
- 2020 - Diavlo